# Johann Kunckel
 Johann Kunckel  (Hütte, Alemanya, 1630 - Estocolm, 1703) va ser un alquimista alemany dedicat a la química experimental. En 1693 va ser nomenat "Johann Kunckel von Löwenstern" pel rei suec, Carles XI de Suècia. Entre les seves investigacions destaquen la preparació de fòsfor blanc, i la seva gran dedicació a la manufactura de vidres.

## Història
Des de petit, Johannes Kunckel treballar al costat de farmacèutics, ia més per al seu pare alquimista, el qual era fabricant de vidres. A partir de llavors, Kunckel va dedicar la seva vida a l'alquímia. El 1659, Johann treballar en una botica com químic. Els seus experiments es van centrar en metalls, donant-li una especial dedicació al fòsfor. Més tard, va treballar en un laboratori a Dresden, on va afirmar l'haver extret mercuri de diversos metalls i transmutar el mercuri en or (encara que va dir no haver tingut la Pedra Filosofal). Va tenir un assistent anomenat Christoph Grummet, el qual, en l'absència de Kunckel, va afirmar haver obtingut or a partir de la plata.
En 1677 es va tornar professor de la Universitat de Wittenberg, on va aconseguir la preparació de fòsfor a partir d'una pista donada per Hennig Brandt, qui ho hauria descobert en 1669. El seu experiment va consistir a evaporar orina fins que va quedar un líquid viscós. Després de deixar-ho reposar per un temps, el residu negre que es va formar va ser evaporat, escalfat i destil·lat en una retorta. Kunckel publicar els seus experiments, donant a conèixer diverses propietats del fòsfor.
En 1679, Johann Kunckel va ser director del laboratori alquímic de Frederic Guillem de Brandenburg, Alemanya. Frederic Guillem era un amant dels objectes bells, pel que va rebre i va patrocinar a Kunckel amb gust. Allà, Johann Kunckel es va dedicar totalment a la manufactura de vidres, especialment a la seva coloració, creant la seva obra més famosa "Ars Vitraria Experiment oder vollkommenes Glasmacher-Kunst". En aquest llibre es citen formes per a la creació de vidres i pises, la seva manufactura, propietats i coloracions. Dins de la seva obra, també es troba part de les investigacions d'Antonio Neri, i de Cristobal Merret.
L'"Ars Vetraria" conté 100 experiments de Kunckel sobre calcinació, fosa i coloració de vidres; 60 sobre la creació i pintat de pisa a l'estil holandès, i 50 sobre la formació de figures de plata, entre d'altres. Hi ha receptes sobre com pintar vidres grocs a partir de sulfur de plata i antimoni, com envernissar i segellar en cera, etc. Va descobrir que es pot pintar vermells els vidres amb salnitre, si aquest contenia manganès. Una de les receptes més importants deixades al llibre, va ser la creació de cristalleria color vermell rubí.
Com qualsevol alquimista, Johann Kunckel creia en la Pedra Filosofal, encara que no va dir mai haver-la obtingut. Estava en contra de la teoria del alkahest de Jan Baptista van Helmont i Paracels, ja que deia: "Si realment ho dissol tot, també hauria de dissoldre el recipient que el contingui". Creia en la teoria que tots els metalls contenien mercuri, encara que dubtava de la seva existència en plantes i animals. A part, deia que els metalls eren generats per la terra a causa d'una combinació entre l'aigua i l'"esperma universal", una matèria viscosa, el que avui es coneix com a sulfur.
En 1688 va morir Frederic Guillem, deixant a Kunckel sense suport econòmic. Va ser acusat de malversació de diners, havent de pagar $8000. Després que un incendi accidental destruís el laboratori de Brandenburg el 1689, Kunckel va viatjar a Suècia com un home pobre en diners, però ric en coneixement. Això no va passar desapercebut al rei Carles XI, qui el 1693 el va designar ministre de mines, i va ser nomenat "Baron von Löwenstern".
Johann Kunckel va morir el 20 març 1703 en un viatge a Estocolm, de manera que no se sap on va morir exactament, ni on va ser sepultat.